# 奥托·普菲斯特
奥托·普菲斯特（德語：Otto Pfister，1900年11月3日—1984年11月9日），瑞士前男子竞技体操运动员。他曾获得1928年夏季奥运会男子团体全能金牌和1924年夏季奥运会男子团体全能铜牌。